# Радойново
Радойново е село в Югоизточна България. То се намира в община Средец, област Бургас.

## География
Селото се намира на 19 km от общинския център Средец и на 50 km от областния център Бургас.

## История
Старите имена на селото са Боклуджа и Кирил.

## Население

### Етнически състав
Преброяване на населението през 2011 г.
Численост и дял на етническите групи според преброяването на населението през 2011 г.:
|                     | Численост |
| Общо                | 63        |
| Българи             | 58        |
| Турци               | -         |
| Цигани              | -         |
| Други               | 3         |
| Не се самоопределят | -         |
| Неотговорили        | 2         |